# Jaouad Zaïri
Jaouad Zaïri (arabisch جواد الزايري, DMG Ǧawād az-Zāyirī; * 14. April 1982 in Douar Jjalla, Marokko) ist ein ehemaliger marokkanischer Fußballspieler.

## Karriere
Der Offensivallrounder begann mit 18 Jahren seine Karriere als Profi-Fußballer beim französischen Zweitligisten FC Gueugnon. Jaouad Zaïri bekam in der Ligue 1 Aufmerksamkeit und konnte seinen Club FC Gueugnon nach einem Jahr, nach der Saison 2000/01, zu Gunsten des französischen Erstligisten FC Sochaux verlassen. Beim FC Sochaux wurde er zum Stammspieler, nicht zuletzt wegen seiner faszinierenden Ball-Technik in Form von Dribblings, von denen seine Trainer aber nicht immer so begeistert waren wie die Zuschauer.
Im Jahre 2004 schaffte es Zaïri in den marokkanischen Nationalmannschaftskader, zusammen mit den anderen beiden Stars Marouane Chamakh und Youssouf Hadji. Diese wilden Atlaslöwen waren fast unschlagbar, denn sie gewannen von der Vorrunde bis zum Halbfinale fast jedes Spiel und mit nur zwei Gegentoren. Erst im Finale kamen zwei weitere hinzu. 
Zaïri wurde während der Afrikameisterschaft zum Shooting-Star und Liebling des Landes. Marokko schaffte es mit der neuen jungen Generation bis in das Finale, wo sie dem Gastgeber Tunesien knapp mit (2:1) unterlagen.
Im WM-Qualifikations-Gruppenspiel 2005 gegen Kenia glückte Zaïri ein Hattrick. Jedoch konnte sich Marokko für die WM in Deutschland nicht qualifizieren, da Tunesien dank eines marokkanischen Eigentors im letzten und entscheidenden Spiel der Gruppe 5 unentschieden spielte (2:2). Somit stand Tunesien an der Tabellenspitze mit einem Punkt Vorsprung vor Marokko. Hier wurde deutlich, dass diese Mannschaft nicht ganz das Niveau der Generation von der Weltmeisterschaft 1998, erreicht hatte. In der Saison 2005/06 spielte Jaouad Zaïri für den saudischen Erstligisten Al-Ittihad Jeddah. Anschließend spielt er in der Saison 2006/07 bei Boavista Porto. Dann wechselte er auf Leihbasis zum französischen Klub FC Nantes, der allerdings die Kaufoption nach sechs Monaten nicht in Anspruch nahm. Er spielte anschließend bis Ende 2011 in Griechenland, wo er mit Olympiakos Piräus 2011 die griechische Meisterschaft gewann, ein halbes Jahr für Anorthosis Famagusta auf Zypern und im Oman. Nach einer vertragslosen Zeit und einigen Probetrainings bei Profiklubs, die aber – wie bei Real Valladolid – nicht zu einer Verpflichtung führten, schloss er sich Anfang 2014 dem französischen Viertligisten Monts d’Or Chasselay Azergues an, wo er mit anderen gealterten Ex-Internationalen wie Ludovic Giuly und Sidney Govou in einem Team steht. Nach einer Spielzeit beim FC Vaulx-en-Velin wechselte er Mitte 2015 zu APS Zakynthos in die griechische Football League, wo er seine Laufbahn im Jahr 2017 beendete.